# Butch Cassidy (série animada)
Butch Cassidy (Butch Cassidy and the Sundance Kids, no original (em inglês) foi um desenho produzido pela Hanna-Barbera em 1973.

## História
Similar a Scooby-Doo e Josie e as gatinhas, The Impossibles e James Bond o desenho é a respeito das aventuras de um grupo de rock´n roll adolescente, liderados pelo galã Cassidy. Não são só uma banda mas também um grupo de lutadores contra o crime, resolvendo mistérios e prendendo criminosos.
Os garotos são auxiliados por um supercomputador, o Senhor Sócrates, que, estranhamente, tem alergia severa às pulgas do cachorro Elvis, espirrando toda vez que entra em contato com o cachorro.
Cassidy, chamado de Sundance 1, usa um anel especial com um comunicador escondido a fim de manter contato com o Senhor Sócrates. Quando estão tocando, Butch é guitarrista, Merilee toca o tamborim, Stephanie contrabaixo e Wally é o baterista.
O título do desenho foi uma sátira ao filme Butch Cassidy and the Sundance Kid, de 1969, que retrata a vida de dois bandidos no Velho Oeste, interpretados por Paul Newman e Robert Redford.
Micky Dolenz, ex-baterista e vocalista do grupo The Monkees, dublava a voz original de Wally, o baterista da banda.

## Personagens
- Butch Cassidy
- Merilee
- Stephanie
- Wally
- Elvis - cachorro do Wally
- Senhor Sócrates - Mr. Socrates (em inglês)

## Episódios[1]
nomes originais (em inglês)
1. The Scientist
2. The Counterfeiters
3. One Of Our Ships Is Missing
4. Double Trouble
5. The Pearl Caper
6. The Gold Caper
7. Road Racers
8. Hong Kong Story
9. Operation G-Minus
10. Orient Express
11. The Parrot Caper
12. The Super Sub
13. The Haunted Castle

## Dubladores

### Nos Estados Unidos
- Butch Cassidy: Lucas "Chip" Hand III
- Merilee: Judy Strangis
- Wally: Micky Dolenz (um dos músicos da banda The Monkees)
- Steffy: Tina Holland
- Elvis: Frank Welker
- Sr. Sócrates: John Stephenson

### No Brasil
- Butch Cassidy: Ézio Ramos
- Merilee: Aliomar de Mattos
- Wally: Roberto Barreiros e Eleu Salvador
- Steffy: Tina Holland
- Elvis: Olney Cazarré
- Sr. Sócrates: Gilberto Baroli

## Curiosidades
- Em Pokémon existem dois personagens chamados Cassidy e Butch, uma dupla da Equipe Rocket com um nome igual ao do desenho.